# Carlos Reis
Carlos Reis, född 14 juni 1955, är en portugisisk bågskytt. Han deltog vid olympiska sommarspelen 1988.